# Zamek w Levicach

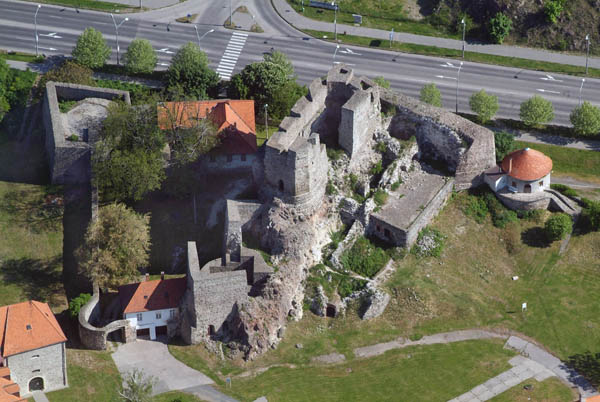
Zamek w Lewicach z lotu ptaka

Zamek w Levicach (słow. Levický hrad) – średniowieczny zamek w mieście Levice w południowo-zachodniej Słowacji, obecnie w częściowej ruinie.

## Położenie
Zamek powstał pod koniec XIII w. jako element systemu obrony od południa środkowosłowackich miast górniczych (Bańskiej Szczawnicy, Kremnicy, Bańskiej Bystrzycy i in.). Został usytuowany w najwyższym punkcie skalistego wzniesienia tuż nad miastem, otoczonego mokradłami, zasilanymi wodami Hronu i Potoku Podlužianskiego (słow. Podlužiansky potok).

## Historia
Kasztelan lewickiego zamku Imrich Bečej jest wspominany w dokumencie kapituły kaloczańskiej z 1313 r. Zamek, zbudowany w stylu gotyckim, dostał się wkrótce we władanie najpotężniejszego wielmoży Górnych Węgier Mateusza Czaka „Trenczyńskiego”. W roku 1321, po śmierci Czaka, kasztelan Juliusz z Topolczanek wydał lewicki zamek królowi Karolowi Robertowi, lecz już w 1388 r. jego właścicielami był ród Levickich. W 1434 r. zamek strawił pożar, po którym został on jednak odbudowany. W 1529 r. ponownie wrócił do korony i należał do żupanów Tekova. Po śmierci żupana Gabriela Tekovskiego zamkiem zawładnął rycerz-rozbójnik Malchior Balassy. Poczynania tego drugiego zmusiły cesarza do reakcji: po dłuższym oblężeniu zamku przez wojska cesarskie jego załoga została zmuszona do poddania się. Jej część została stracona natychmiast pod murami zamku. Po wymarciu rodu Levickich w roku 1553 zamek ponownie przypadł królowi, który włączył go w system obrony przeciw Turkom. W kolejnych latach rezydowali na nim kolejno przedstawiciele rodzin Dobóo (Franciszek Dobóo został w 1574 r. żupanem tekovskim), Kolonics, Csáky i Esterházy (od 1690 r.).
W połowie XVI w. zamek przebudowano, a w roku 1571 na dolnym dziedzińcu zbudowany został dwukondygnacyjny, renesansowy kasztel z narożnymi basztami. Kolejna rozbudowa umocnień miała miejsce w pierwszej połowie XVII w. M.in. krótko po 1635 r. zewnętrzny mur zamku połączono z miejskimi murami obronnymi, od których zamek oddzielała jednak fosa. Do tych prac, jak wspominają dokumenty sejmowe, zatrudnieni zostali poddani nawet z odległych terenów Orawy i Liptowa.
Zamek zapisał się w historii wojen z Imperium Osmańskim. Po raz pierwszy Turcy pojawili się pod murami levickiego zamku już w 1544 r., lecz go nie zdobyli. Udało im się to dopiero po długotrwałym oblężeniu, 2 listopada 1663 r. Już jednak rok później (12 czerwca 1664 r.) Turcy musieli opuścić zamek, a wkrótce, w wyniku przegranej bitwy pod Levicami (19 lipca 1664 r.), również cały region. Po tej dacie zamkowe fortyfikacje umocniono pod kierunkiem doświadczonego dowódcy habsburskich wojsk, zwycięzcy we wspomnianej bitwie, marszałka Ludwika de Souches.
Podczas pożaru miasta w 1696 r. znacznie ucierpiał i zamek. W 1699 r. opuściła go załoga wojskowa, na skutek czego utracił znaczenie obronne. Wprawdzie od roku 1702 zajmowały go jeszcze okresowo powstańcze siły kuruców Franciszka II Rakoczego, jednak wycofując się w 1709 r. oddział kuruców Jána Bottyána dokończył dewastacji zamku, wysadzając tamtejszy magazyn prochu.

## Stan obecny
Najlepiej zachowane fragmenty (tzw. „kapitánsky dom” z zachodnią basztą i kasztel) odremontowano po roku 1710 w stylu barokowym. Obecnie mieści się w nich Muzeum Tekowa (słow. Tekovské múzeum), którego ekspozycje historyczne, krajoznawcze i przyrodnicze obejmują cały region Tekowa. Poza tym zachowały się fragmenty murów górnego zamku z gotyckim pałacem, baszta wschodnia (wykorzystywana jako lokal gastronomiczny) oraz południowo-zachodni bastion, zaadaptowany na amfiteatr.